# Larry Bird
Larry Joe Bird (1956. december 7. –) amerikai kosárlabdázó, edző és ügyvezető a National Basketball Association-ben (NBA). Birdöt minden idők egyik legjobb kosárlabdázójának tekintik.
French Lickben (Indiana) nőtt fel, fiatal korától kosárlabda fenoménnak tekintették. Kezdetekben az Indiana Hoosiers-zel kötött szerződést, de egy hónap után ott hagyta az egyetemet és visszatért szülővárosába, hogy a helyi közösségi főiskolán tanuljon. Következő évében az Indiana State Egyetemre járt, ahol három évig játszott a Sycamores csapatában. Az 1978-as NBA-draft hatodik helyén választotta a Boston Celtics, de Bird úgy döntött, hogy marad még egy évet egyetemen. Mindez jó döntésnek bizonyult, az 1978-1979-es alapszezonban veretlen lett a csapat. Ekkor játszott először Magic Johnson ellen, amellyel elkezdődött egy karrierjük végéig húzódó rivalizálás.
Mikor az 1979-1980-as szezonban elkezdett játszani az NBA-ben, azonnal nagy hatása volt a Celtics játékára. A csapat az előző szezonhoz képest 32-vel több mérkőzést nyert meg és eljutott a főcsoportdöntőig a rájátszásban. Összesen 13 szezont játszott a Celtics színeiben, amely idő alatt három bajnoki címet nyert. Karrierje nagy részében Kevin McHale-lel és Robert Parish-sel együtt játszott, amely minden idők egyik legjobb támadóegységének számít. Bird tizenkétszer volt NBA All Star és 1984 és 1986 között sorozatban háromszor NBA Most Valuable Player (az egyetlen bedobó, akinek ez sikerült). A három bajnoki címe során kétszer volt az NBA-döntő legjobb játékosa. Tagja volt az 1992-es olimpiai bajnok amerikai válogatottnak. 1998-ban beiktatták a Naismith Memorial Basketball Hall of Fame-be, majd 2010-ben ismét beiktatták az olimpiai bajnok csapat tagjaként.
Sokoldalú játékos volt mindkét bedobó pozíción (alacsonybedobó, erőcsatár), az első játékos volt, aki ki tudta használni az újonnan bemutatott hárompontos vonalat. 2016-ban a Fox Sports minden idők legjobb alacsonybedobójának választotta. 2018-ban az MSN Sports minden idők legjobb Boston Celtics-játékosának szavazta, míg 2020-ban minden idők legjobb Boston Celtics-erőcsatárjának. 2020-ban tagja volt az all-time NBA-csapatnak Magic Johnson (irányító), Michael Jordan (dobóhátvéd), LeBron James (alacsonybedobó) és Kareem Abdul-Jabbar (center) mellett az erőcsatár pozíción.
Miután visszavonult játékosként, 1997 és 2000 között az Indiana Pacers vezetőedzője volt. Az 1997–1998-as szezonban az év edzőjének választották és később az Indiana Pacers-t az NBA-döntőbe vezette. 2003-től a Pacers ügyvezetője volt 2012-ig, mikor visszavonult. 2012-ben az év ügyvezetőjének nevezték. Végül visszatért a pozícióra 2013 és 2017 között.
Az egyetlen az NBA történetében, aki elnyerte az Év újonca, a Most Valuable Player, az NBA-döntő Most Valuable Player, az All Star-gála Most Valuable Player, az Év edzője és az Év ügyvezetője díjat is.

## Statisztikák
A Basketball Reference adatai alapján.

### Játékosként

#### Egyetem
| Év      | Csapat        | JM | KM  | JP/M | MG%  | 3P% | BD%  | L/M  | GP/M | S/M | B/M | P/M  |
| ------- | ------------- | -- | --- | ---- | ---- | --- | ---- | ---- | ---- | --- | --- | ---- |
| 1976–77 | Indiana State | 28 | ... | 36.9 | .544 | ... | .840 | 13.3 | 4.4  | ... | ... | 32.8 |
| 1977–78 | Indiana State | 32 | ... | ...  | .524 | ... | .793 | 11.5 | 3.9  | ... | ... | 30.0 |
| 1978–79 | Indiana State | 34 | ... | ...  | .532 | ... | .831 | 14.9 | 5.5  | ... | ... | 28.6 |
| Career  | Career        | 94 | ... | ...  | .533 | ... | .822 | 13.3 | 4.6  | ... | ... | 30.3 |

#### NBA-lapszakasz
| Év       | Csapat         | JM  | KM  | JP/M  | MG%  | 3P%  | BD%   | L/M  | GP/M | S/M | B/M | P/M  |
| -------- | -------------- | --- | --- | ----- | ---- | ---- | ----- | ---- | ---- | --- | --- | ---- |
| 1979–80  | Boston Celtics | 82  | 82  | 36.0  | .474 | .406 | .836  | 10.4 | 4.5  | 1.7 | .6  | 21.3 |
| 1980–81† | Boston Celtics | 82  | 82  | 39.5  | .478 | .270 | .863  | 10.9 | 5.5  | 2.0 | .8  | 21.2 |
| 1981–82  | Boston Celtics | 77  | 58  | 38.0  | .503 | .212 | .863  | 10.9 | 5.8  | 1.9 | .9  | 22.9 |
| 1982–83  | Boston Celtics | 79  | 79  | 37.7  | .504 | .286 | .840  | 11.0 | 5.8  | 1.9 | .9  | 23.6 |
| 1983–84† | Boston Celtics | 79  | 77  | 38.3  | .492 | .247 | .888* | 10.1 | 6.6  | 1.8 | .9  | 24.2 |
| 1984–85  | Boston Celtics | 80  | 77  | 39.5* | .522 | .427 | .882  | 10.5 | 6.6  | 1.6 | 1.2 | 28.7 |
| 1985–86† | Boston Celtics | 82  | 81  | 38.0  | .496 | .423 | .896* | 9.8  | 6.8  | 2.0 | .6  | 25.8 |
| 1986–87  | Boston Celtics | 74  | 73  | 40.6* | .525 | .400 | .910* | 9.2  | 7.6  | 1.8 | .9  | 28.1 |
| 1987–88  | Boston Celtics | 76  | 75  | 39.0  | .527 | .414 | .916  | 9.3  | 6.1  | 1.6 | .8  | 29.9 |
| 1988–89  | Boston Celtics | 6   | 6   | 31.5  | .471 | ...  | .947  | 6.2  | 4.8  | 1.0 | .8  | 19.3 |
| 1989–90  | Boston Celtics | 75  | 75  | 39.3  | .473 | .333 | .930* | 9.5  | 7.5  | 1.4 | .8  | 24.3 |
| 1990–91  | Boston Celtics | 60  | 60  | 38.0  | .454 | .389 | .891  | 8.5  | 7.2  | 1.8 | 1.0 | 19.4 |
| 1991–92  | Boston Celtics | 45  | 45  | 36.9  | .466 | .406 | .926  | 9.6  | 6.8  | .9  | .7  | 20.2 |
| Összesen | Összesen       | 897 | 870 | 38.4  | .496 | .376 | .886  | 10.0 | 6.3  | 1.7 | 0.8 | 24.3 |
| All-Star | All-Star       | 10  | 9   | 28.7  | .423 | .231 | .844  | 7.9  | 4.1  | 2.3 | 0.3 | 13.4 |

#### NBA-rájátszás
| Év       | Csapat         | JM  | KM  | JP/M | MG%  | 3P%  | BD%  | L/M  | GP/M | S/M | B/M | P/M  |
| -------- | -------------- | --- | --- | ---- | ---- | ---- | ---- | ---- | ---- | --- | --- | ---- |
| 1980     | Boston Celtics | 9   | 9   | 41.3 | .469 | .267 | .880 | 11.2 | 4.7  | 1.6 | 0.9 | 21.3 |
| 1981†    | Boston Celtics | 17  | 17  | 44.1 | .470 | .375 | .894 | 14.0 | 6.1  | 2.3 | 1.0 | 21.9 |
| 1982     | Boston Celtics | 12  | 12  | 40.8 | .427 | .167 | .822 | 12.5 | 5.6  | 1.9 | 1.4 | 17.8 |
| 1983     | Boston Celtics | 6   | 6   | 40.0 | .422 | .250 | .828 | 12.5 | 6.8  | 2.2 | 0.5 | 20.5 |
| 1984†    | Boston Celtics | 23  | 23  | 41.8 | .524 | .412 | .879 | 11.0 | 5.9  | 2.3 | 1.2 | 27.5 |
| 1985     | Boston Celtics | 20  | 20  | 40.8 | .461 | .280 | .890 | 9.1  | 5.8  | 1.7 | 1.0 | 26.0 |
| 1986†    | Boston Celtics | 18  | 18  | 42.8 | .517 | .411 | .927 | 9.3  | 8.2  | 2.1 | .6  | 25.9 |
| 1987     | Boston Celtics | 23  | 23  | 44.1 | .476 | .341 | .912 | 10.0 | 7.2  | 1.2 | 0.8 | 27.0 |
| 1988     | Boston Celtics | 17  | 17  | 44.9 | .450 | .375 | .894 | 8.8  | 6.8  | 2.1 | 0.8 | 24.5 |
| 1990     | Boston Celtics | 5   | 5   | 41.4 | .444 | .263 | .906 | 9.2  | 8.8  | 1.0 | 1.0 | 24.4 |
| 1991     | Boston Celtics | 10  | 10  | 39.6 | .408 | .143 | .863 | 7.2  | 6.5  | 1.3 | 0.3 | 17.1 |
| 1992     | Boston Celtics | 4   | 2   | 26.8 | .500 | .000 | .750 | 4.5  | 5.3  | 0.3 | 0.5 | 11.3 |
| Összesen | Összesen       | 164 | 162 | 42.0 | .472 | .321 | .890 | 10.3 | 6.5  | 1.8 | 0.9 | 23.8 |

### Edzőként
| Csapat         | Szezon   | M   | Gy  | V  | %    | Helyezés                 | RM | RGy | RV | R%   | Eredmény                         |
| -------------- | -------- | --- | --- | -- | ---- | ------------------------ | -- | --- | -- | ---- | -------------------------------- |
| Indiana Pacers | 1997–98  | 82  | 58  | 24 | .707 | 2. a Központi csoportban | 16 | 10  | 6  | .625 | Vereség az NBA-főcsoportdöntőben |
| Indiana Pacers | 1998–99  | 50  | 33  | 17 | .660 | 1. a Központi csoportban | 13 | 9   | 4  | .692 | Vereség az NBA-főcsoportdöntőben |
| Indiana Pacers | 1999–00  | 82  | 56  | 26 | .683 | 1. a Központi csoportban | 23 | 13  | 10 | .565 | Vereség az NBA-döntőben          |
| Összesen       | Összesen | 214 | 147 | 67 | .687 |                          | 52 | 32  | 20 | .615 |                                  |

Jelmagyarázat
- M: mérkőzések száma
- Gy: győzelem
- V: vereség
- %: győzelmek százaléka
- RM: mérkőzések a rájátszásban
- RGy: győzelem a rájátszásban
- RV: vereség a rájátszásban
- R%: győzelmek százaléka a rájátszásban

## Díjak

### Játékosként
- 3× NBA-bajnok (1981, 1984, 1986)
- 2× NBA-döntő MVP (1984, 1986)
- 3× NBA Most Valuable Player (1984–1986)
- 12× NBA All-Star (1980–1988, 1990–1992)
- NBA All Star-gála MVP (1982)
- 9× All-NBA Első csapat (1980–1988)
- All-NBA Második csapat (1990)
- 3× NBA All-Defensive Második csapat (1982–1984)
- NBA Az év újonca (1980)
- NBA Újonc csapat (1980)
- 3× NBA Hárompontos verseny-bajnok (1986–1988)
- 2× 50–40–90 klub (1987, 1988)
- AP Az év sportolója (1986)
- NBA's 50th Anniversary All-Time Team
- Mezszám visszavonultatva (Boston Celtics, Indiana State Sycamores - 33)
- Az év egyetemi játékosa (1979)
- 2× Consensus All-American Első csapat (1978, 1979)
- All-American Harmadik csapat – NABC, UPI (1977)
- 2× MVC Az év játékosa (1978, 1979)

### Vezetőedzőként
- NBA Az év edzője (1998)
- NBA All-Star-gála vezetőedző (1998)

### Ügyvezetőként
- NBA Az év ügyvezetője (2012)

## A popkultúrában
- Bird három filmben szerepelt: Csont nélkül (1994, Paramount), Space Jam (1996, Warner Brothers), Csont nélkül (1996, Buena Vista).[6]
- Több videójátékban is helyet kapott: One on One: Dr. J vs. Larry Bird (1983, EA), Jordan vs Bird: One on One (1988, EA), NBA Jam (2011, EA). 2011-ben az NBA 2K12 (2011, 2K) borítóján szerepelt Magic Johnson és Michael Jordan mellett.[7]
- A Dispatch nevű együttes Just Like Larry című dala a játékosról szól.[8]
- Larry Bird és Magic Johnson írtak egy könyvet közösen (Jackie MacMullannel) When The Game Was Ours címen.[9]
- Egy Super Bowl XLIV hirdetésben megjelenik Bird Dwight Howarddel és LeBron Jamesszel[10]
- 2005 októberében Eric James Torpy-t 30 év börtönbüntetésre ítélték Oklahoma Cityben, gyilkossági kísérlet és rablás vádjával. Torpy büntetését 33 évre módosították a férfi kérésére, hogy az megegyezzen Bird mezszámával.[11]
- A Twitter logója Bird tiszteletére Larry névre hallgat.[12]
- A The Neighbors sorozat egyik főszereplője egy Larry Bird nevű földönkívüli, akit Simon Templeman játszik.[13]

## Magánélete
Bird West Baden Springs-ben született Georgia Kerns és Claude Joseph Bird gyerekeként, utóbbi harcolt a koreai háborúban. Bird szülei ír, skót és bennszülött amerikai származásúak. Négy testvére van.
French Lick-ben nőtt fel. Elmondása szerint egész életében motiválta, hogy szegény volt gyerekként. Gerogia és Joe elváltak Larry középiskolai éveiben, amelyet követően Joe öngyilkos lett. Fiatalabb testvére Eddie Bird az Indiana State Egyetemen kosárlabdázott.
1975-ben Bird összeházasodott Janet Condrával, kevesebb mint egy évig voltak együtt. Ezt követően 1977-ben született egy lányuk, Corrie.
1989-ben összeházasodott Dinah Mattingly-vel. Két örökbe fogadott gyerekük van, Conner és Mariah.